# Heteromys
Souris épineuses à poches
Genre
Les souris épineuses à poches (Heteromys) sont un genre de rongeurs de la famille des Heteromyidae qui regroupe les souris kangourou d'Amérique. Ce sont plus particulièrement des Souris épineuses à poches, c'est-à-dire à larges abajoues.
Ce genre a été décrit pour la première fois en 1817 par le zoologiste français Anselme Gaëtan Desmarest (1784-1838).

## Liste des sous-genres et espèces
Selon Mammal Species of the World (version 3, 2005)  (2 juin 2016) :
- Heteromys oresterus
- sous-genre Heteromys (Heteromys)
  - Heteromys anomalus
  - Heteromys australis
  - Heteromys desmarestianus
  - Heteromys gaumeri
  - Heteromys oasicus
  - Heteromys teleus
- sous-genre Heteromys (Xylomys)
  - Heteromys nelsoni

Selon ITIS (2 juin 2016) :
- sous-genre Heteromys (Heteromys) Desmarest, 1817 
  - Heteromys anomalus (Thompson, 1815)
  - Heteromys australis Thomas, 1901
  - Heteromys catopterius Anderson and Gutiérrez, 2009
  - Heteromys desmarestianus Gray, 1868
  - Heteromys gaumeri J. A. Allen and Chapman, 1897
  - Heteromys goldmani Merriam, 1902
  - Heteromys nubicolens Anderson, 2006
  - Heteromys oasicus Anderson, 2003
  - Heteromys oresterus Harris, 1932
  - Heteromys teleus Anderson and Jarrín-V., 2002
- sous-genre Heteromys (Xylomys) Merriam, 1902 
  - Heteromys nelsoni Merriam, 1902

Selon NCBI (2 juin 2016) :
- Heteromys anomalus
- Heteromys australis
- Heteromys desmarestianus
- Heteromys gaumeri
- Heteromys goldmani - Souris à poches de Goldman[1], selon MSW c'est une sous-espèce : Heteromys desmarestianus goldmani
- Heteromys nelsoni
- Heteromys nubicolens
- Heteromys oresterus